# Paul Toshihiro Sakai
Paul Toshihiro Sakai (* 23. März 1960 in Ashiya, Präfektur Hyōgo, Japan) ist ein japanischer Geistlicher und römisch-katholischer Weihbischof in Osaka-Takamatsu.

## Leben
Paul Toshihiro Sakai wurde im Februar 1988 Mitglied des Opus Dei und empfing am 20. August 1988 das Sakrament der Priesterweihe.
Er promovierte in Theologie an der Universität von Navarra.
Am 2. Juni 2018 ernannte ihn Papst Franziskus zum Titularbischof von Nova Barbara und zum Weihbischof in Osaka (ab 2023: Osaka-Takamatsu). Der Erzbischof von Osaka, Thomas Aquino Man’yō Kardinal Maeda, spendete ihm am 16. Juli desselben Jahres die Bischofsweihe; Mitkonsekratoren waren der Erzbischof von Nagasaki, Joseph Mitsuaki Takami PSS, und der Erzbischof von Tokio, Tarcisio Isao Kikuchi SVD.